# Саллі Маккенн
Саллі Маккенн (англ. Sally McCann; нар. 30 квітня 1969) — колишня австралійська тенісистка.
Найвищу одиночну позицію світового рейтингу — 208 місце досягла 28 березня 1988, парну — 229 місце — 3 липня 1989 року.
Здобула 3 одиночні та 2 парні титули туру ITF.
Найвищим досягненням на турнірах Великого шолома було 2 коло в одиночному розряді.

## Фінали ITF

### Одиночний розряд: 5 (3–2)
| Результат | Ранг | Дата            | Турнір              | Покриття | Суперниця             | Рахунок       |
| --------- | ---- | --------------- | ------------------- | -------- | --------------------- | ------------- |
| Перемога  | 1.   | 6 березня 1988  | Бендіго, Австралія  | Трава    | Крістін Кунс          | 3–6, 6–2, 6–0 |
| Перемога  | 2.   | 13 березня 1988 | Канберра, Австралія | Трава    | Байлінда Поттер       | 6–4, 3–6, 6–4 |
| Перемога  | 3.   | 19 лютого 1989  | Аделаїда, Австралія | Тверде   | Трейсі Мортон-Роджерс | 6–3, 6–1      |
| Поразка   | 1.   | 5 березня 1989  | Канберра, Австралія | Трава    | Дженін Томпсон        | 4–6, 3–6      |
| Поразка   | 2.   | 12 березня 1989 | Бендіго, Австралія  | Трава    | Дженін Томпсон        | 3–6, 3–6      |

### Парний розряд: 4 (2–2)
| Результат | Ранг | Дата            | Турнір                         | Покриття | Партнерка      | Суперниці                           | Рахунок            |
| --------- | ---- | --------------- | ------------------------------ | -------- | -------------- | ----------------------------------- | ------------------ |
| Поразка   | 1.   | 6 грудня 1987   | Сідней, Австралія              | Трава    | Крістін Кунс   | Джо-Анн Фолл Рейчел Макквіллан      | 3–6, 2–6           |
| Перемога  | 1.   | 24 липня 1988   | Суб'яко, Італія                | Ґрунт    | Крістін Кунс   | Джованна Каротенуто Крістіна Казіні | 3–6, 7–5, 6–3      |
| Перемога  | 2.   | 26 лютого 1989  | Мельбурн, Австралія            | Тверде   | Дженін Томпсон | Ренне Стаббс Кейт Макдоналд         | 6–3, 6–2           |
| Поразка   | 2.   | 12 березня 1989 | Ньюкасл (Австралія), Австралія | Трава    | Дженін Томпсон | Ренне Стаббс Кейт Макдоналд         | 6–7(5–7), 6–4, 3–6 |